# Fas – ite, maledicti, in ignem aeternum
Fas – ite, maledicti, in ignem aeternum (lat. ‚Das göttliche Gesetz – Geht ein, Verdammte, in ewiges Feuer‘) ist ein Album der französischen Black-Metal-Band Deathspell Omega aus dem Jahr 2007. Das Album bildet den zweiten Teil einer mit Si monvmentvm reqvires, circvmspice begonnenen Konzept-Trilogie. Der Titel des Albums bezieht sich auf (Mt 25,41 ), „discedite a me maledicti in ignem æternum“, üblicherweise als „ite maledicti in ignem aeternum“ zitiert. Dementsprechend beschäftigen sich die Texte thematisch mit theologischen und philosophischen Betrachtungen und lesen sich wie kryptische theologische Thesen.

## Titelliste
1. Obombration – 4:48
2. The Shrine of Mad Laughter – 10:37
3. Bread of Bitterness – 7:49
4. The Repellent Scars of Abandon and Election – 11:40
5. A Chore for the Lost – 9:15
6. Obombration – 2:07

## Musikstil
Fas – ite, maledicti, in ignem aeternum setzt die Tendenz der früheren Veröffentlichungen zu chaotischen und komplexen Strukturen fort und verbindet die Aggressivität von Si monvmentvm reqvires, circvmspice mit den progressiven Elementen der Kénôse-EP und starken Death-Metal-Einflüssen im Stil von Immolation. Der gutturale Gesang des finnischen Mitglieds Mikko Aspa (u. a. Grunt, Clandestine Blaze, Stabat Mater) ist ein definierendes Merkmal, aber leiser gemischt als auf den vorherigen Veröffentlichungen. Erik von metal.de begründet die relative Kürze des Albums im Vergleich zu den letzten Veröffentlichungen der Band damit, dass diese „fast alle leichter zugänglichen Passagen über Bord geworfen“ habe; er beschreibt die Musik als „widerborstige[n] Monolith[en], dissonant, weitgehend auf harmonische Elemente verzichtend, kalt, unnahbar, abweisend“, vergleichbar mit Secrets of the Moons Antithesis auf 78 rpm und ohne Melodien.
Das Album beginnt mit der kurz gehaltenen Einleitung Obombration ruhig und atmosphärisch bei zunehmender Intensität, die im Anfang von The Shrine of Mad Laughter gipfelt. Das Stück wirkt mit seinem variablen Schlagzeugrhythmus in Verbindung mit schnellem Riffing chaotisch. Bread of Bitterness beginnt schleppend und druckvoll, wird aber zunehmend schnell und chaotisch; in einer „ruhige[n], atmosphärische[n] Passage mit sehr leisen, seichten Klängen und Tönen“ weicht „die zuvor wirre Atmosphäre augenblicklich einer klaren, dunklen Stimmung“. Dieser Passage folgt eine lange, schnellere, allerdings mit eingängigeren Spielweisen. The Repellent Scars of Abandon and Election, das längste Stück des Albums, besteht wieder aus chaotischen Strukturen und einem ruhigen, düsteren und zunehmend druckvollen Mittelteil mit Chorgesängen. Bei A Chore for the Lost finden sich „[n]eben den schnellen, zuweilen rasenden Strukturen […] einige düstere, harmonisch angelegte Passagen, die erneut ein wenig an Kénôse erinnern.“ Im Mittelteil ist eine klare, rufende Stimme zu hören, die von schnellem Schlagzeug und „wirren Gitarren, die einmal gar ein wenig in ein kurzes Soli abdriften“, begleitet. Das Album klingt mit einem weiteren Stück namens Obombration aus.

## Rezeption
Filip Dupont von Archaic-Magazine.com bezeichnete das Album als eine schwer zu knackende Nuss und eines der originelleren Black-Metal-Alben, die er zuletzt gehört habe. Erik von metal.de bemängelte den „ziemlich eintönig ausgefallen[en]“ Gesang, seiner Meinung nach hätte „eine so besessene Darbietung“ wie auf Funeral Mists Salvation „eventuell besser zu dem Sturm gepasst“, als den er das Album bezeichnet. Man merke dem Album die Aussage der Band an, dass „die Texte absolute Priorität hätten, während die Musik lediglich Nummer zwei ist“; Fas – ite, maledicti, in ignem aeternum sei „ein wirklich gutes, anspruchsvolles Album, an dem es ‚objektiv‘ nicht viel zu bemängeln gibt. Aber die rohe Energie fehlt, die ungezügelte Natur glänzt musikalisch durch Abwesenheit“, die Band habe „[v]or lauter Geist […] den Körper fast völlig vergessen“.